# Davor Šuker
Davor Šuker, hrvaški nogometaš, * 1. januar 1968, Osijek, Jugoslavija.
Igral je v jugoslovanski in hrvaški nogometni reprezentanci. Leta 1987 je v Čilu postal mladinski svetovni prvak, ko je Jugoslavija v finalu po streljanju enajstmetrovk premagala tedanjo Zahodno Nemčijo. Na svetovnem nogometnem prvenstvu v Franciji leta 1998 je bil najboljši strelec.
Igral je v več nogometnih klubih: NK Osijek, NK Dinamo Zagreb, Arsenal, FC Sevilla in FC Real Madrid.